# Ultramarin-Hakenschnabel
Der Ultramarin-Hakenschnabel (Diglossa glauca) ist eine Vogelart aus der Familie der Tangaren (Thraupidae), die in Kolumbien, Ecuador, Peru und Bolivien verbreitet ist. Der Bestand wird von der IUCN als nicht gefährdet (Least Concern) eingeschätzt.

## Merkmale
Der Ultramarin-Hakenschnabel erreicht eine Körperlänge von etwa 11 bis 12 cm bei einem Gewicht von ca. 9,5 bis 13,0 g. Es ist ein kleiner Hakenschnabel mit goldenen Augen. Der schwarze Schnabel ist schwach nach oben gebogen mit einem keinen Haken an der Spitze des Oberschnabels. Das Männchen ist hauptsächlich tief blau mit einem sehr engen schwarzen Bereich am vorderen Oberkopf, dem Zügel und dem Kinn. Die Oberflügeldecken, Flugfedern und der Schwanz sind dunkel mit tief blauen Säumen. Die Beine sind dunkel. Das Weibchen ist dem Männchen sehr ähnlich, doch wirkt es farblich etwas matter.

## Verhalten und Ernährung
Die Ernährungsgewohnheiten des Ultramarin-Hakenschnabels sind kaum erforscht. Es wird angenommen, dass er sich von Insekten, Beeren und Nektar ernährt. Einzeln oder paarweise mischt er sich gerne unter andere gemischte Gruppen, insbesondere von Schillertangaren. Er frisst vorzugsweise Insekten, speziell von Bromelien und moosigen Ästen. So durchbohrt er Blütenkronen, um an den Nektar zu kommen. Wie der Indigohakenschnabel ist er selten an Blüten zu beobachten.

## Lautäußerungen
Bei der Futtersuche gibt der Ultramarin-Hakenschnabel oft ein helles reines kiii von sich, das mechanisch oder Amphibien gleich klingt. Manchmal gibt er dieses auch doppelt von sich, welches sich dann wie ti-ti-dwiir anhört. Auch ein scharfes psu gehört zu seinem Repertoire. Der Gesang in Kolumbien wird als helle, dünne Serie aus Tschilpen und Quicken beschrieben, welches kurz stoppt, dann beschleunigt und schließlich im Durcheinander endet. In Peru gilt der Gesang als variabel, sehr hoch und wogend, mit melancholischer Qualität. Dieser klingt weniger musikalisch als Lieder vom Maskenhakenschnabel, aber abwechslungsreicher als das Lied vom Silberhakenschnabel. Er kann auch flaches Geträller wie der Schieferhakenschnabel von sich geben. Allerdings steht diese Beschreibung im Widerspruch mit Aufnahmen aus Ecuador und Peru, die wie der Ruf des Indigohakenschnabels klingen, aber etwas kürzer und weniger durchdringend sind. So hört sich das wie sehr hohe ti-Töne an oder mit moderatem Tempo und leicht abfallendem Ton wie ti-ti-ti-ti-ti-ti-ti-te-te-te-te. Eventuell gehört mehr als ein Lied zu seinem Repertoire.

## Fortpflanzung
Über die Brutbiologie des Ultramarin-Hakenschnabels ist bisher nichts bekannt.

## Verbreitung und Lebensraum

Verbreitungsgebiet des Ultramarin-Hakenschnabels (grün)

Der Ultramarin-Hakenschnabel bevorzugt feucht bis nasse moosige Wälder, wie Wolken- und Nebelwald und die feuchten Waldränder. Er bewegt sich in Kolumbien in Höhenlagen von 1400 bis 2300 Metern, in Ecuador hauptsächlich zwischen 1000 und 1800 Metern und in Peru zwischen 1000 und 2300 Metern. Generell lebt er etwas tiefer als viele konspezifischen Artgenossen in seinem Verbreitungsgebiet.

## Migration
Über das Zugverhalten des Ultramarin-Hakenschnabels liegen keine gesicherten Daten vor.

## Unterarten
Es sind zwei Unterarten bekannt:
- Diglossa glauca glauca Sclater, PL & Salvin, 1876[3] kommt im nördlichen zentralen Peru bis ist das westliche zentrale Bolivien vor.
- Diglossa glauca tyrianthina Hellmayr, 1930[4] ist im Süden Kolumbiens, dem zentralen Ecuador und dem extremen Norden Perus verbreitet. Bei der Unterart beschränkt sich das Schwarze eher auf den Zügelbereich.[1]

## Etymologie und Forschungsgeschichte
Die Erstbeschreibung des Ultramarin-Hakenschnabels erfolgte 1876 durch Philip Lutley Sclater und Osbert Salvin unter dem wissenschaftlichen Namen Diglossa glauca. Das Typusexemplar wurde von Clarence Buckley (1832–) gesammelt und stammte aus Nairapi in der Yungas Region in Bolivien. Bereits 1832 führte Johann Georg Wagler den neuen Gattungsnamen Diglossa für den Zimtbauch-Hakenschnabel (Diglossa baritula) ein. Dieser Name setzt sich aus »di-, dis, duo δι-, δις, δυο« für »doppelt, zweifach, zwei« und »glōssa γλωσσα« für »Zunge« zusammen. Der Artname »glauca« leitet sich vom griechischen »glaukos γλαυκος« für »blaugrau« ab. »Tyrianthina« stammt vom lateinischen »tyrianthine« bzw. dem griechischen  »tyrianthinos τυριανθινος« für »Farbe zwischen purpurn und violett, Purpurgewand« ab.